# مايكل كاسيدي (ممثل)
مايكل كاسيدي (بالإنجليزية: Michael Cassidy)‏ مواليد 20 مارس 1983 في بورتلاند، الولايات المتحدة، هو ممثل أمريكي بدأ مسيرته الفنية سنة 2004.

## الأعمال

### أفلام
- آرغو (2012)
- باتمان ضد سوبرمان: فجر العدالة (2016) (بدور: جيمي أولسن)

### مسلسلات
- ذا أو سي (2004) (بدور: زاك ستيفنز)
- سمولفيل (2007) (بدور: غرانت غابرييل)
- كاسل (2010) (بدور: غريغ مكلينتوك)
- النهايات السعيدة (2012)
- فضيحة (2012) (بدور: ترافيس هاردينغ)

## روابط خارجية
- مايكل كاسيدي على موقع IMDb (الإنجليزية)
- مايكل كاسيدي على موقع روتن توميتوز (الإنجليزية)
- مايكل كاسيدي على موقع ألو سيني (الفرنسية)
- مايكل كاسيدي على موقع ميوزك برينز (الإنجليزية)
- مايكل كاسيدي على موقع أول موفي (الإنجليزية)
- مايكل كاسيدي على موقع قاعدة بيانات الفيلم (الإنجليزية)
- مايكل كاسيدي على موقع كينوبويسك (الروسية)